# Giorno della memoria dedicato alle vittime del terrorismo
Il Giorno della memoria dedicato alle vittime del terrorismo interno e internazionale, e delle stragi di tale matrice è una ricorrenza della Repubblica Italiana istituita con la legge 4 maggio 2007 n° 56. Viene celebrato il 9 maggio di ogni anno in considerazione del fatto che il 9 maggio 1978 fu ucciso Aldo Moro.

## L'approvazione della legge
La legge del divieto di terrorismo fu approvata al Senato dalla 1ª Commissione in sede deliberante il 3 aprile 2007. Successivamente è stata approvata alla Camera il 2 maggio 2007, con una maggioranza di 420 voti favorevoli e 46 astenuti (ovvero i deputati del Partito della Rifondazione Comunista e del Partito dei Comunisti Italiani) e 1 voto contrario (Francesco Saverio Caruso del Partito della Rifondazione Comunista). Alcuni deputati hanno abbandonato l'aula al momento del voto.
Gli esponenti dei due partiti comunisti motivarono la propria astensione perché non ritenevano la data del 9 maggio sufficientemente rappresentativa e avrebbero voluto che la ricorrenza venisse celebrata il 12 dicembre in onore delle vittime della strage di Piazza Fontana. Caruso ha motivato diversamente il suo voto contrario.

## La prima commemorazione
In occasione della prima ricorrenza, il 9 maggio 2008 il presidente della Repubblica Giorgio Napolitano ha pronunciato un fermo discorso condannando la violenza politica stigmatizzando «la reviviscenza del più datato e rozzo ideologismo comunista» e la «reviviscenza addirittura di un ideologismo».
In particolare in merito allo scopo del Giorno della memoria ha dichiarato:
Sugli ex-terroristi il presidente ha poi detto:
(Articolo della Repubblica del 9 maggio 2008)
La Presidenza della Repubblica ha realizzato per l'occasione il volume Per le vittime del terrorismo nell'Italia repubblicana edito dall'Istituto Poligrafico e Zecca dello Stato. La prefazione è stata scritta dal capo dello Stato e il volume contiene una serie di 378 schede di vittime degli anni dal 2003 ai primi anni '60, ordinate in maniera inversa rispetto alla data, dalla più recente Emanuele Petri assassinato nel 2003 alle più lontane negli anni del terrorismo altoatesino.

## Vittime del terrorismo
- Giorgio Ambrosoli, avvocato, ucciso nel 1979 da un killer ingaggiato da Sindona.
- Vittorio Occorsio, sostituto procuratore a Roma, 47 anni, ucciso da Ordine Nuovo nel luglio del 1976.
- Emilio Alessandrini, sostituto procuratore a Milano, ucciso da Prima Linea il 29 gennaio 1979.
- Francesco Coco, procuratore d'appello a Genova, 67 anni, ucciso dalle Brigate Rosse nel 1976 con due agenti della scorta.
- Nicola Giacumbi, procuratore capo a Salerno, 51 anni, ucciso dalle Brigate Rosse nel marzo del 1980.
- Girolamo Minervini, direttore generale degli istituti di pena, 61 anni, ucciso a Roma dalle Brigate Rosse.
- Riccardo Palma, capo ufficio della direzione degli istituti di pena, 62 anni, ucciso a Roma dalle Brigate Rosse.
- Mario Amato, pm a Roma, fu ucciso dai NAR per le indagini sull'eversione neofascista in città.
- Fedele Calvosa, procuratore di Frosinone, 59 anni, nel 1978 ucciso dalle Formazioni Comuniste Combattenti.
- Girolamo Tartaglione, direttore generale degli affari penali, 67 anni, ucciso a Roma dalle Brigate Rosse nel 1978.
- Guido Galli, giudice istruttore a Milano, 47 anni ucciso da Prima linea nel marzo del 1980.
- Aldo Moro, presidente del Consiglio negli anni '60, rapito e ucciso dalle Brigate Rosse nel 1978.
- Walter Tobagi, giornalista, ucciso dalla Brigata XXVIII marzo nel 1980.
- Fulvio Croce, presidente dell'Ordine degli avvocati del Tribunale di Torino, ucciso a Torino il 28 aprile 1977.
- Guido Rossa, operaio, 44 anni, ucciso a Genova il 24 gennaio 1979 dalle Brigate Rosse.
- Andrea Campagna, Agente della Digos fu ucciso il 19 aprile 1979 a Milano dai PAC.
- Giuseppe Taliercio, direttore del Petrolchimico di Porto Marghera rapito il 20 maggio 1981, da un commando delle Brigate Rosse, ed ucciso il 5 luglio 1981, dopo 47 giorni di prigionia.
- Salvatore Scotto di Perta, comandante, ucciso dai terroristi islamici nella Strage di Djen-Djen il 7 Luglio 1994.